# Petar Petrović (homme politique)
Pour les articles homonymes, voir Petrović.
Petar Petrović (en serbe cyrillique : Петар Петровић ; né le 2 octobre 1951 à Loćika) est un homme politique serbe. Il est vice-président du parti Serbie unie (JS) et vice-président du groupe parlementaire du JS à l'Assemblée nationale de la république de Serbie,.

## Parcours
Petar Petrović naît le 2 octobre 1951 à Loćika, un petit village situé près de Rekovac. Il étudie à la Faculté de droit de l'université de Kragujevac grâce à une bourse de la compagnie Zastava. Après ses études, il travaille pendant deux ans pour Zastava puis il travaille à l'usine de câbles de Jagodina ; il devient aussi le chef de la Direction des travaux publics de cette ville.
Sur le plan politique, Petar Petrović commence sa carrière en tant que membre de la Ligue des communistes et, en 1993, après la fusion de la Ligue dans le Parti socialiste de Serbie (SPS) fondé par Slobodan Milošević, il devient membre de ce nouveau parti. Puis, répondant à l'appel de Dragan Marković « Palma », il rejoint le Parti de l'unité serbe (SSJ) fondé par Željko Ražnatović (Arkan) et, inscrit sur la liste de la coalition politique menée par le SSJ, il est élu à l'Assemblée nationale le 22 janvier 2001.
En février 2004, il quitte le SSJ dont il est devenu vice-président pour rejoindre le parti Serbie unie (JS) fondé par Dragan Marković. Aux élections législatives du 21 janvier 2007, au côté du JS, il figure sur la liste de coalition emmenée par le Parti démocratique de Serbie (DSS) de Vojislav Kostunica et par Nouvelle Serbie (NS), ce qui lui vaut d'être élu à l'Assemblée nationale de la république de Serbie.
Aux élections législatives anticipées du 11 mai 2008, Petar Petrović, avec le JS, participe à une coalition avec le Parti socialiste de Serbie (SPS) et le Parti des retraités unis de Serbie (PUPS) ; la liste obtient 313 896 voix, soit 7,58 % des suffrages, et envoie 20 députés à l'Assemblée nationale de la république de Serbie, dont 3 pour le JS ; Petrović est réélu député. Sur le plan local, Jagodina a reçu le statut de « ville » en 2007 ; à la suite des élections locales de 2008, Marković en devient le premier « maire » (gradonačelnik) et Petrović devient son adjoint. En revanche, en 2011, il renonce à ce mandat local, le jugeant incompatible avec son mandat national.
Lors des élections législatives serbes de 2012, Serbie unie est une nouvelle fois alliée avec le SPS et le PUPS au sein de la coalition politique conduite par Ivica Dačić, le président du SPS ; la liste commune obtient 14,51 % des suffrages et 44 députés ; avec 7 députés, le JS forme un groupe parlementaire, présidé par Marković ; Petar Petrović en est le vice-président.
À l'Assemblée, en plus de cette fonction, il est président de la Commission du système judiciaire, de l'administration publique et de l'autonomie locale et il participe aux travaux de la Commission des questions constitutionnelles et législatives et de la Commission des questions administratives, budgétaires, des mandats et de l'immunité.

## Vie privée
Petar Petrović vit à Jagodina ; il est marié et père de deux enfants.